# فيرنون أيريس
فيرنون أيريس هو لاعب هوكي جليد كندي، ولد في 27 أبريل 1908 في تورونتو في كندا، وتوفي في 18 فبراير 1968.

## وصلات خارجية
- فيرنون أيريس على موقع دوري الهوكي الوطني (الإنجليزية)
- فيرنون أيريس على موقع قاعة مشاهير الهوكي (لاعب أن.إتش.أل) (الإنجليزية)
- فيرنون أيريس على موقع EliteProspects.com (الإنجليزية)
- فيرنون أيريس على موقع HockeyDB.com (الإنجليزية)
- فيرنون أيريس على موقع Hockey-Reference.com (الإنجليزية)